# 金山都護府
金山都護府，唐朝前期管理内附的西突厥的事务的机构，北庭都护府的前身。
唐高宗龙朔二年（663年），以庭州和燕然都护府西部的羁縻都督府，设立金山都護府，治所在庭州，其后濛池都护府和崑陵都護府所属羁縻都督府，也归金山都護府管理。西突厥十姓经常被吐蕃策动反唐，所以金山都護府的管理并不稳定。武周长安二年（702年），武则天在庭州设立北庭都护府。

## 行政区划

### 州县
| 州   | 县     | 现在地名                   |
| ---- | ------ | -------------------------- |
| 庭州 | 金满县 | 新疆吉木萨尔县北庭镇破城子 |
| 庭州 | 蒲类县 | 新疆奇台县古城乡唐朝墩古城 |

### 都督府
| 都督府       | 州名           | 现在地名                               | 原部落           |
| ------------ | -------------- | -------------------------------------- | ---------------- |
| 金满州都督府 | 金满州         | 新疆吉木萨尔县北庭镇三十户村           | 处月             |
| 金满州都督府 | 蒲类州         | 新疆木垒县雀仁乡                       | 处月             |
| 轮台州都督府 | 轮台州         | 新疆昌吉市破城子                       | 处密             |
| 凭洛州都督府 | 凭洛州         | 新疆乌鲁木齐市天山区                   | 处密             |
| 沙陀州都督府 | 沙陀州         | 新疆伊吾县伊吾镇                       | 处月别部沙陀     |
| 沙陀州都督府 | 鸡洛州         | 蒙古国戈壁阿尔泰省                     | 𨁂跌             |
| 大漠州都督府 | 大漠州         | 新疆福海县                             | 葛逻禄炽俟部     |
| 金附州都督府 | 金附州         | 新疆布尔津县                           | 葛逻禄炽俟别部   |
| 玄池州都督府 | 玄池州         | 哈萨克斯坦東哈薩克斯坦州斋桑           | 葛逻禄踏实力部   |
| 玄池州都督府 | 玛勒州         | 哈萨克斯坦東哈薩克斯坦州库尔丘姆       | 葛逻禄踏实力别部 |
| 阴山州都督府 | 阴山州         | 新疆额敏县额敏镇叶密立古城             | 葛逻禄谋落       |
| 阴山州都督府 | 咽面州         | 哈萨克斯坦塔尔迪库尔干州于恰拉尔       | 突厥咽面         |
| 阴山州都督府 | 金牙州         | 哈萨克斯坦塔尔迪库尔干州塔尔迪库尔干市 | 突厥咽面别部     |
| 濛池都护府   | （继往绝可汗） | 碎叶城                                 | 弩失毕五部       |
| 崑陵都護府   | （兴昔亡可汗） | 弓月城                                 | 咄陆五部         |